# Malování podle čísel
Malování podle čísel je technika malování, založená na předtištěné šabloně. Šablona je rozdělena na malé plošky, z nichž každá je označena číslicí. Stejné číslo je uvedeno na barvě, která by měla být využita pro vymalování plošky. Šablony jsou vytištěny buď na papíru, či na plátně. Jako barvy lze použít obyčejné pastelky, ale i akrylové barvy. Pokud je obrázek tvořen pomocí krylových barev, doporučuje se pořádně vymývat štětec, jelikož barva rychle schne.
Princip malování podle čísel zpopularizovali roku 1950 Max S. Klein, inženýr a majitel společnosti Palmer Paint Company v Detroitu v Michiganu spolu s Danem Robbinsem, komerčním umělcem.

## Historie
Slavný Leonardo da Vinci, malíř, sochař a vynálezce, používal údajně metodu malování podle čísel i při výuce svých studentů. Některé části svých obrazů prý nechával své studenty i dokončit tímto způsobem.
První patent na techniku malování podle čísel byl podán v roce 1923.
Malování podle čísel ve své současné oblíbené podobě vytvořila společnost Palmer Show Card Paint Company. Majitel společnosti oslovil Dana Robbinse s nabídkou podílet se na jeho projektu. Společnost pak v roce 1951 představila značku Craft Master, která prodala již přes 12 milionů sad. Úspěch tohoto podniku přiměl další společnosti, aby začaly vyrábět své vlastní verze obrazů malovaných barev podle čísel.

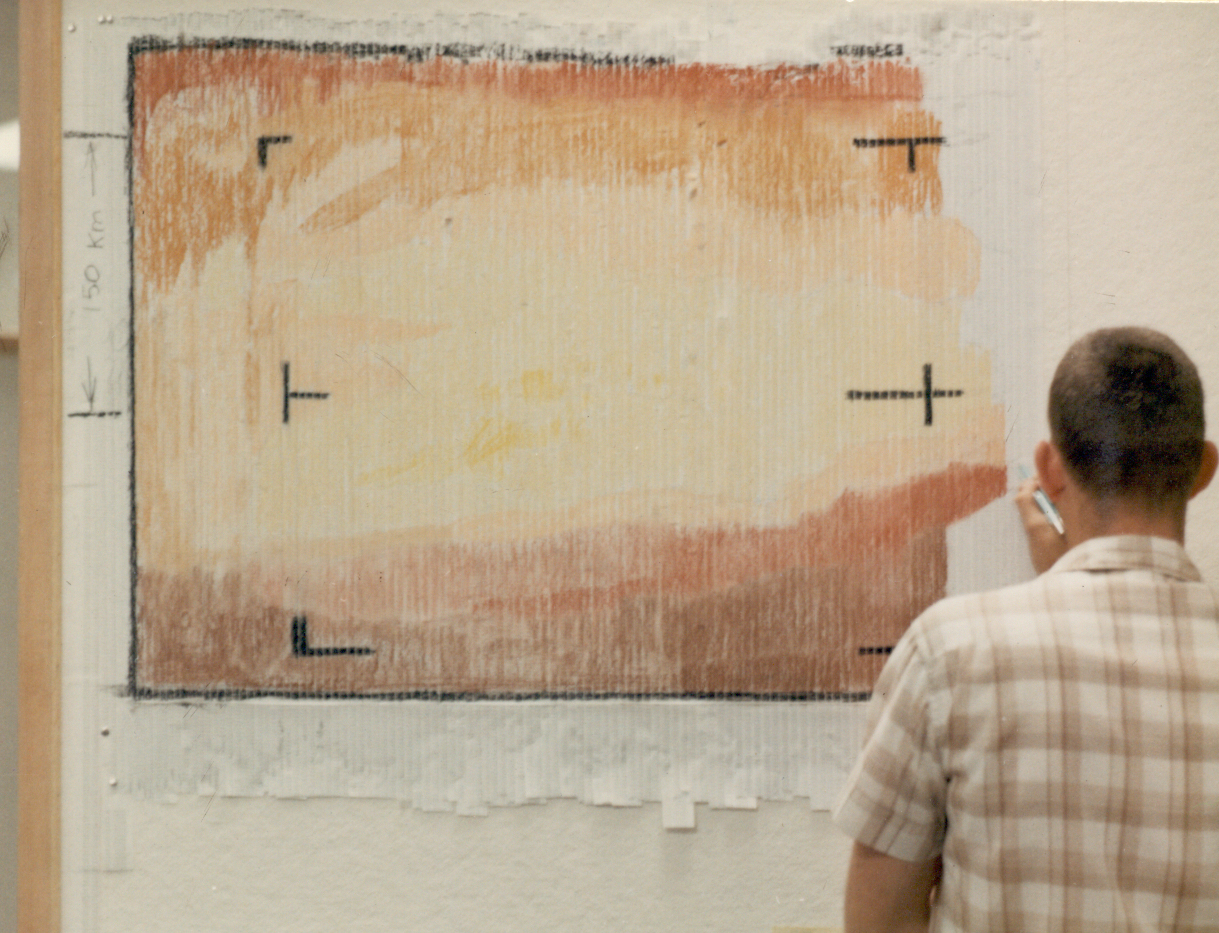
V 60. letech byly první obrazy Marsu dokončeny technikou malování podle čísel

Po smrti Maxe Kleina v roce 1993, jeho dcera, Jacquelyn Schiffman, darovala archivy Palmer Paint Co. Smithsoniově muzeu americké historie.
V roce 1992 zorganizovali Michael O'Donoghue a Trey Speegle výstavu obrazů O'Donoghue malovaných technikou podle čísel v New Yorku v galerii Bridgewater / Lustberg. Po O'Donoghuově smrti v roce 1994, bylo mnoho klíčových obrazů z kolekce O'Donoghue, spolu s díly od jiných sběratelů, součástí výstavy v roce 2001.
V roce 2008 soukromý sběratel z Massachusetts shromáždil přes 6 000 malířských prací pocházejících z 50. let, a vytvořil Muzeum malby podle čísla, největší online archiv malířských děl na světě.
V květnu 2011 společně Dan Robbins a Palmer Paint Products, Inc. vyvinuli a uvedli na trh nový obraz k 60. výročí malování podle čísel.  Tento set byl vytvořen na památku pozůstalých a těch, kteří přišli o život 11. září 2001, a zobrazuje Dvojčata (Twin Towers) stojící na pozadí panorama Manhattanu.
Dan Robbins zemřel v Sylvania v Ohiu 1. dubna 2019 ve věku 93 let.

## Princip
V sadě pro malování obdržíte většinou:
- plátno s vyznačenými a očíslovanými plochami. Volitelně může být už napnuto v rámu
- barevnou předlohu pro představu, jak bude vypadat výsledek
- sadu barev, jejichž čísla odpovídají číslům na plátně
- štětce

Malovat je možné různými způsoby: z levého horního rohu dolů, od největších ploch k menším, postupně podle barev od nejsvětlejší k nejtmavším apod.
Při malování akrylovými barvami jsou důležité 2 zásady:
1. pořádně vymýt štětec před změnou barvy a po skončení malování. Pokud totiž štětec zaschne i s barvou, už jej nepůjde dál používat
2. nechat zaschnout barvy dříve, než se začnou nanášet další barvy. Nezaschlé barvy na plátně by se mohly slévat a tvořit tak odstíny, které na malbě být nemají

Doporučený postup je začít jednou libovolnou barvou a vymalovat jí všechny odpovídající plošky. Poté vymýt štětec a nechat barvu na plátně zaschnout. Následně zvolit další barvu a pokračovat až do konce. Výhodou je zejména hospodárné nakládání s barvami. Pokud štětec nevymýváte tak často, barvy tak rychle neubývají.
Po namalování je možné obraz vystavit buď pověšením na zeď, případně položit jej na malířský stojan.